# Csániszénafű
Csániszénafű, Funatzile dűlő románul: Fânațe, falu Romániában, Erdélyben, Kolozs megyében.

## Fekvése
Mezőcsán mellett fekvő település.

## Története
Csániszénafű, Funatzile dűlő korábban Mezőcsán része volt. 1956 körül vált külön településsé 386 lakossal. 1966-ban 421, 1977-ben 282 román lakosa volt. 1992-ben 144 lakosából 143 román, 1 magyar volt. A 2002-es népszámláláskor 133 lakosából 115 román, 1 magyar, 17 cigány volt.